# Sistemul chirurgical Da Vinci
Sistemul chirurgical da Vinci este un sistem chirurgical robotic realizat de compania americană Intuitive Surgical. Aprobat de Food and Drug Administration (FDA) în 2000, este conceput pentru a facilita intervenția chirurgicală complexă folosind o abordare minim invazivă și este controlată de un chirurg de la o consolă. Sistemul este utilizat în mod obișnuit pentru prostatectomii, iar din ce în ce mai mult pentru repararea valvei cardiace și pentru procedurile chirurgicale ginecologice. Potrivit producătorului, sistemul da Vinci se numește „da Vinci”, deoarece „studiul anatomiei umane a lui Leonardo da Vinci a dus în cele din urmă la proiectarea primului robot cunoscut în istorie”.
Sistemul Da Vinci Surgical Systems funcționează în spitale din întreaga lume, cu aproximativ 200.000 de intervenții chirurgicale efectuate în 2012, cel mai frecvent pentru isterictomii și eliminarea prostatei. La 30 septembrie 2017, existau de 4.271 de unități instalate la nivel mondial - 2770 în Statele Unite, 719 în Europa, 561 în Asia și 221 în restul lumii. Versiunea „Si” a sistemului costă, în medie, puțin sub 2 milioane USD, în plus față de câteva sută de mii de dolari de taxe anuale de întreținere. Sistemul da Vinci a fost criticat pentru costurile sale și pentru o serie de probleme cu performanța sa chirurgicală.

## Legături externe
- "Live robotic da Vinci radical prostatectomy during EAU congress" pe YouTube by European Urological Association.
- "India's 1st Da vinci Robotic Live Surgery" pe YouTube by Muljibhai Patel Urological Hospital.
- "da Vinci Robotic Hysterectomies / Uterine Fibroids" pe YouTube.